# غلامحسين حافظي (آبجدان)
غلامحسين حافظي (بالفارسية: غلامحسین حافظی) هي منطقة سكنية تقع في إيران في قسم آبجدان الريفي. يقدر عدد سكانها بـ 21 نسمة .